# Clinton (Oklahoma)
Clinton é uma cidade localizada no estado norte-americano de Oklahoma, no Condado de Custer e Condado de Washita.

## Demografia
Segundo o censo norte-americano de 2000, a sua população era de 8833 habitantes.
Em 2006, foi estimada uma população de 8448, um decréscimo de 385 (-4.4%).

## Geografia
De acordo com o United States Census Bureau tem uma área de
23,1 km², dos quais 23,1 km² cobertos por terra e 0,0 km² cobertos por água. Clinton localiza-se a aproximadamente 504 m acima do nível do mar.

## Localidades na vizinhança
O diagrama seguinte representa as localidades num raio de 24 km ao redor de Clinton.